# Freraea gagatea
Freraea gagatea är en tvåvingeart som beskrevs av Robineau-desvoidy 1830. Freraea gagatea ingår i släktet Freraea och familjen parasitflugor. Arten är reproducerande i Sverige. Inga underarter finns listade i Catalogue of Life.